# Književnost u 1683.
◄◄ | ◄ | 1680. | 1681. | 1682. | 1683.  | 1684. | 1685. | 1686. | ► | ►►
Arhitektura • Astronomija • Biologija • Glazba • Kazalište • Kemija • Kiparstvo • Knjige • Književnost • Kršćanstvo • Medicina • Politika • Pravo • Promet • Slikarstvo • Znanost
Književnost u 1683.

## Hrvatska i u Hrvata

### Smrti
- 2. svibnja – Stjepan Gradić, hrvatski filozof, pjesnik, znanstvenik, isusovac, prevoditelj i diplomat (* 1613.)

## Vanjske poveznice
|  | Zajednički poslužitelj ima još gradiva o temi Književnost u 1683. |